# Prise de bec à Hong Kong
Pour plus de détails, voir Fiche technique et Distribution.
Prise de bec à Hong Kong (雞同鴨講, Gai tung ngap gong), aussi connu sous le titre Chicken and Duck Talk, est une comédie hongkongaise co-écrite et réalisée par Clifton Ko, sortie le 14 juillet 1988 à Hong Kong. Le film raconte le duel que se livre le propriétaire d’un vieux restaurant de canard laqué en proie à des problèmes d'hygiène et le nouveau restaurant de restauration rapide ouvert juste en face.
Sixième film à réunir les trois frères Hui (si l'on accepte le fait que Sam Hui ne fasse qu'un caméo), cette comédie se hisse en tête du box-office hongkongais de 1988. Michael Hui remporte avec ce film plusieurs récompenses, dont un prix spécial décerné par l'American Film Institute en 1989. Une rétrospective en 2005 qualifie le film de « célèbre à juste titre. [...] Bien fait, il s'agissait d'un nouveau regard sur les Hongkongais urbains ordinaires et c'est drôle ».
Le film marque également les débuts au cinéma de Gloria Yip dans une brève apparition en tant que petite-amie du fils de Hui. Sam Hui, lors de son caméo dans son propre rôle en tant que maître de cérémonie pour l'inauguration du restaurant Danny's Chicken, prononce le titre du film, ce que le public ne comprend pas, pour raccourcir son discours[pas clair].
En 2015, le film sort en Blu-ray à Hong Kong mais malheureusement une scène est manquante. Comme pour les DVD précédents à Hong Kong et en Chine, une partie de la préparation du canard au début a été coupée. Soit dit en passant, les frères Hui ont également restauré cette scène par la suite. Le résultat a été présenté dans un post Facebook par Michael Hui qui a déclaré que le matériel 35 mm que l'on croyait perdu n'a malheureusement été retrouvé qu'après la sortie du Blu-ray.

## Synopsis
Hui (Michael Hui) est le propriétaire d'un siu mei (en) (petit restaurant cantonais typique spécialisé dans le canard laqué) en difficulté de Hong Kong. Il reçoit la visite d'un inspecteur de la santé alimentaire, qui trouve un cafard dans sa soupe et d'autres conditions insalubres, et menace de poursuivre le restaurant en justice. Cependant, le personnel de Hui empêche l’inspecteur de partir avec ses preuves, permettant à Hui de continuer à diriger le restaurant pour un temps. Alors que le restaurant est situé au rez-de-chaussée, Hui habite à l'étage avec sa femme et son fils. Il reçoit la visite de sa riche belle-mère (Pak Yan), qui est convaincue que sa fille, Ah Kuen (Sylvia Chang), a épousé un bon à rien.
La situation de Hui devient encore plus difficile quand un homme d'affaires, Danny Poon (Lawrence Ng (en)), ouvre juste en face un restaurant concurrent qui doit être le premier d'une chaîne de restauration rapide de poulet frit. Nommé Danny's Chicken, il utilise des techniques modernes qui le rend instantanément populaire, ce qui ruine les affaires de Hui. Jaloux des employés du restaurant d'en face et ne supportant plus les maigres salaires et les conditions de travail, le personnel de Hui exprime son mécontentement et l’un des employés, « la seiche » (Ricky Hui), part travailler chez Danny's Chicken. Cependant, il découvre pendant sa formation que Poon est un patron strict et humiliant. Il est obligé de distribuer des dépliants devant le magasin, habillé en poulet, au grand dégoût de Hui.
En réponse à la dégradation des affaires de Hui, son implacable belle-mère propose de payer une rénovation totale du restaurant, mais Hui reste fier et n'accepte pas. Il découvre que son fils s'est rendu au restaurant d'en face avec sa petite-amie Judy (Gloria Yip), et décide d'infiltrer l'entreprise rivale déguisé en femme indienne, mais est rapidement découvert par Poon. Il tente alors d'adopter les techniques modernes et le système d'emballage de Poon afin de se mettre à la mode. Il redécore son restaurant mais organise une soirée karaoké désastreuse. Il commence également à défiler dans la rue dans un costume improvisé de poulet, entraînant une altercation physique avec « La seiche » dans son costume de poulet qui les fait presque arrêter tous les deux par la police. Ses tentatives ne réussissent qu'à s'aliéner ses derniers fidèles clients, y compris une nonne bouddhiste dont les commandes régulières sont des nouilles végétariennes sans saindoux.
Poon organise un dernier sabotage contre Hui en lâchant des rats dans son restaurant lors d'une inspection d'hygiène. « La seiche » retourne au restaurant de son ancien patron, désillusionné par les méthodes de Poon, et Hui refuse que celui-ci lui rachète son entreprise qu'il dirige depuis des années. Hui ravale sa fierté et accepte l'aide de sa belle-mère pour rénover le restaurant avant qu'elle ne rentre en Chine. La rénovation est un succès, à tel point que le restaurant d'en face commence à vendre du canard laqué pour l'imiter mais qui n'est pas aussi bon que la recette secrète de Hui. Irrité que sa chaîne de restauration rapide ait été vaincue, Poon essaye de mettre le feu au restaurant d'en face mais cela se retourne contre lui et c'est son commerce qui est incendié avant qu'il ne soit sauvé par Hui.

## Distribution
- Michael Hui : Hui
- Sylvia Chang : Ah Kuen
- Ricky Hui : « la seiche »
- Lowell Lo : Chimp
- Lawrence Ng (en) : Danny Poon
- Ku Feng : Raymond
- Pak Yan : la belle-mère
- Ng Leung : le fils de Hui
- Sam Hui : lui-même (caméo)
- Gloria Yip : Judy[3],[4]